# Birger Ruud
Birger Ruud (Kongsberg, 23 de agosto de 1911) foi um esquiador norueguês, praticante de salto de esqui e esqui alpino. Dono de três medalhas olímpicas, foi tricampeão mundial na pista longa e ainda conquistou um bronze no Campeonato Mundial de Esqui Alpino em 1935.